# Ібрагімов Каміль Анварович
Каміль Анварович Ібрагімов (рос. Камиль Анварович Ибрагимов, нар. 13 серпня 1993, Москва, Росія) — російський фехтувальник на шаблях, дворазовий чемпіон світу та Європи.

## Біографія
Народився 13 серпня 1993 року в сім'ї відомих радянських фехтувальників Анвара Ібрагімова (олімпійський чемпіон 1988 року з фехтування на рапірах у команді) та Ольги Величко. Фехтуванням почав займатися у віці семи років під керівництвом олімпійського чемпіона Олександра Ширшова, який і донині залишається його тренером.
У 2013 році вперше став чемпіоном світу. На Олімпійські ігри 2016 року спортсмену кваліфікуватися не вдалося через не надто високий рейтинг, а командного турніру на цьому турніру не проводилося. Однак на чемпіонаті світу Ібрагімову вдалося в команді виграти свою другу золоту медаль.
У 2017 році виграв свою першу індивідуальну медаль на чемпіонатах світу, ставши третім. Наступного року зумів повторити свій результат.